# Adam-lès-Vercel
Adam-lès-Vercel település Franciaországban, Doubs megyében. Lakosainak száma 103 fő (2022. január 1.). Adam-lès-Vercel Vercel-Villedieu-le-Camp és Épenoy községekkel határos.

## Népesség
A település népességének változása:
| Lakosok száma | 62   | 53   | 65   | 83   | 105  | 98   | 103  | 105  | 108  | 103  |
|               | 1968 | 1982 | 1990 | 2006 | 2013 | 2015 | 2017 | 2019 | 2020 | 2022 |